# Айхаръёган
Айхаръёган (устар. Ай-Хар-Юган) — река в Шурышкарском районе Ямало-Ненецкого АО. Устье реки находится в 1 км по правому берегу реки Унхаръёган. Длина реки составляет 15 км, заметные притоки: Питынгсоим и Юшсоим — оба левые.

## Данные водного реестра
По данным государственного водного реестра России относится к Нижнеобскому бассейновому округу, водохозяйственный участок реки — Обь от впадения реки Северная Сосьва до города Салехард, речной подбассейн реки — бассейны притоков Оби ниже впадения Северной Сосьвы. Речной бассейн реки — (Нижняя) Обь от впадения Иртыша.
Код объекта в государственном водном реестре — 15020300112115300030657.